# Яремко Іван Юрійович
Іва́н Ю́рійович Яре́мко, або Джон Яремко (англ. John Yaremko чи John Jaremko; 10 серпня 1918, Велланд, Онтаріо — 7 серпня 2010, Торонто, Канада) — політичний і громадський діяч українського походження в Канаді, адвокат, з 1953 — королівський радник; меценат і філантроп. Перший україноканадець-депутат Законодавчої палати провінції Онтаріо, перший канадець українського походження, який увійшов до складу кабінету міністрів провінції Онтаріо, та перший Генеральний прокурор провінції Онтаріо.

## Життєпис
Іван Яремко — син Юрія й Марії (з дому: Боєчко) Яремків, які іммігрували в Канаду в 1912 році. Студіював право в Торонтському університеті: завершив студії спеціалістом із канадського права.
З 1944 працював адвокатом; у 1951 його обрано депутатом до Провінційного парламенту Онтаріо від виборчої дільниці Белвудс (англ. Bellwoods). Політичному життю присвятив близько 23 років.
Іван Яремко був палкий захисник прав людини й багатокультурності в Канаді.

## Депутат і політик
Перший у Східній Канаді депутат українського роду до парламенту провінції Онтаріо від Проґресивно-консервативної партії (1951—1975); довголітній міністр в уряді провінції Онтаріо (1958—1974): очолював провінційні міністерства суспільної опіки, транспорту, громадянства та ін. — та Провінційний секретаріат. З 1976 президент апеляційних трибуналів ліцензій і комерційних реєстрацій в Онтаріо.
Почесний член багатьох суспільно-харитативних канадських установ і етнічних крайових громадських інституцій та організацій. Почесний член Клубу етнічної преси Канади. Назначений королівським радником у 1953 році.
Член і президент (1957) Адвокатського клубу в Торонто.

## Меценат і філантроп
3 квітня 2008 Іван Яремко задекларував перший внесок у сумі 10 000 $ Бібліотеці Торонтського університету — та зобов'язався протягом наступних років подібним щорічним внеском підвищити свій вклад до 50 000 $ — на спеціальні проекти, які забезпечатимуть збереження та широкий доступ до україномовних раритетних видань у спецфондах Бібліотек ім. Робартса та Томаса Фішера (англ. Robarts and Thomas Fisher Rare Book Libraries) — точніше: для цифрового збереження матеріалів, які стосуються української історії, літератури, мови і культури.
У 2002 році було засновано Програму багатокультурності та людських прав ім. Івана та Мирослави Яремків на Юридичному факультеті Торонтського університету завдяки пожертви подружжя Яремків на цю ціль у сумі 600 000 $.
20 квітня 2008 І. Яремко вніс суму 100 000 $ на заплановану $15-мільйонну розбудову Українсько-канадського осередку опіки (англ. Ukrainian Canadian Care Centre), який разом із Святодимитріївською резиденцією (англ. St. Demetrius Residence) для сеньйорів, є в місті Торонто, відповідно, житловими будинками й центрами для україноканадців похилого віку.

## Нагороди
2009 р. — нагорода ім. Павла Юзика за досягнення в просуванні концепції багатокультурності.